# Altstadt-Süd
Der Stadtteil Altstadt-Süd gehört zum Stadtbezirk Innenstadt von Köln. Er umfasst die südlichen Teile der historischen Stadtmitte, welche bis zum Jahre 1881 durch die mittelalterliche Stadtmauer begrenzt waren. Innerhalb des Stadtteils ist von dieser Stadtmauer neben dem Hahnentor, der Ulrepforte, der Severinstorburg und dem Bayenturm auch ein etwa 100 Meter langes Teilstück mit zwei Wachtürmen am Sachsenring erhalten.
Die Entwicklung der verwaltungsmäßig getrennten Stadtteile Altstadt-Süd und Altstadt-Nord spiegelt das Wachstum des Stadtgebietes von Köln zwischen der Gründung als Colonia Claudia Ara Agrippinensium im Jahre 50 n. Chr. bis zur dritten mittelalterlichen Stadterweiterung von 1180 bis 1259 wider. Durch die dichte Bebauung und wegen der engen Begrenzung durch die Stadtmauer waren im 19. Jahrhundert keine großen Flächen für Industrieansiedlungen vorhanden, sodass die Unternehmer ihre Fabriken in den Vororten außerhalb des Stadtgebietes bauten. Die einzige Ausnahme stellte die inzwischen abgerissene Schokoladen- und Automatenfabrik der Gebrüder Stollwerck im Severinsviertel dar.
Das Gebiet der gesamten Altstadt ist in Viertel (Kölsch Veedel) unterteilt. Viele Viertel wurden in den 1960er-Jahren durch den bis heute umstrittenen Bau der vier- bis sechsspurigen Nord-Süd-Fahrt getrennt.

## Lage
Der Stadtteil Altstadt-Süd bildet zusammen mit Altstadt-Nord die Mitte der Stadt. Beide Stadtteile werden durch die Kölner Ringe, die das mittelalterliche Stadtgebiet halbkreisförmig umschließen, zur Neustadt hin begrenzt. Der im Osten liegende Rhein begrenzt das Gebiet zu Deutz hin. Die Ost-West-Achse Pipinstraße–Cäcilienstraße–Neumarkt–Hahnenstraße stellt die Grenzlinie der beiden Altstadtteile dar.

## Geschichte der einzelnen Stadtviertel
Hauptartikel: Geschichte der Stadt Köln

### Neumarkt und Cäcilienviertel

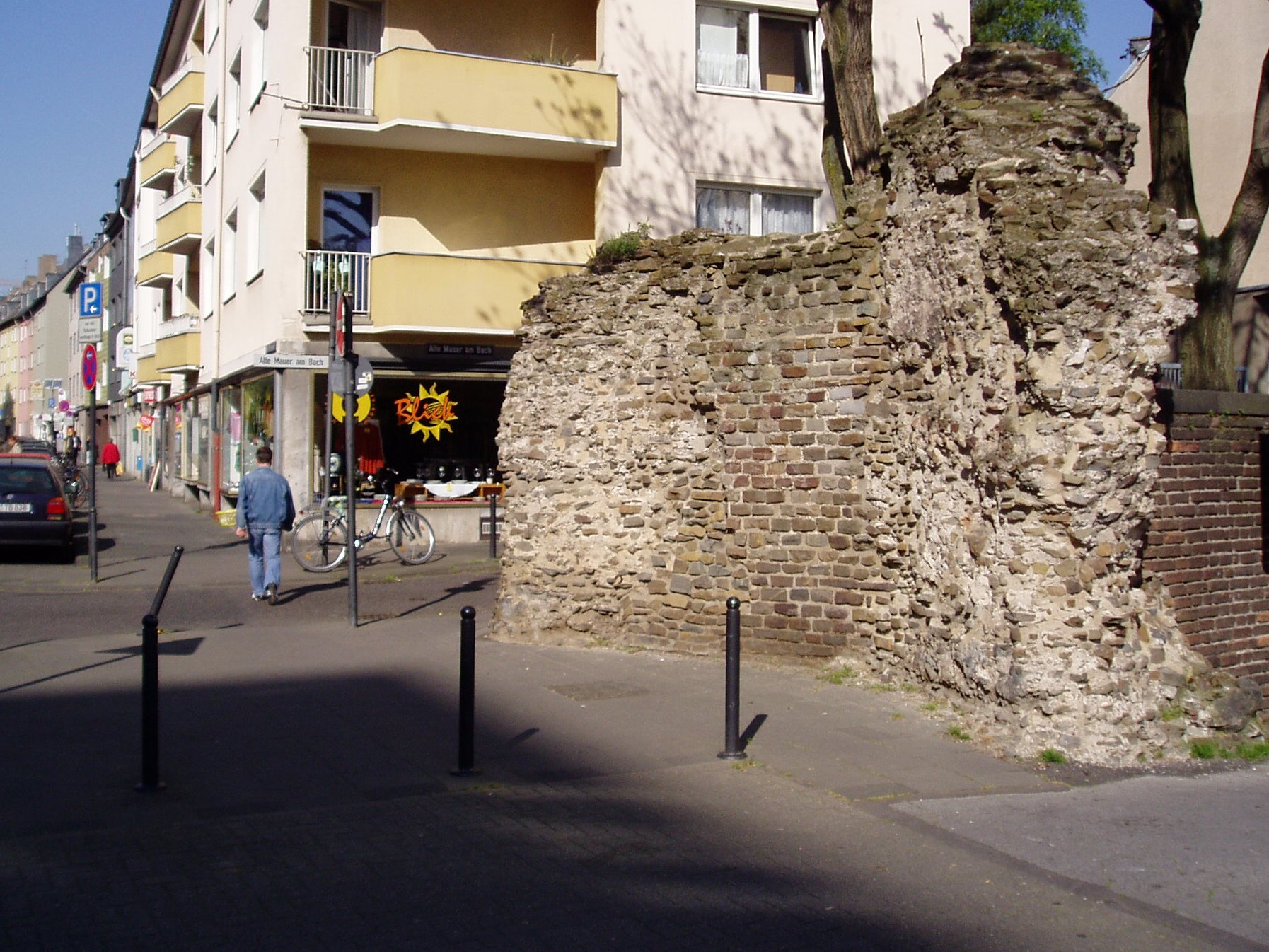
Alte Römermauer

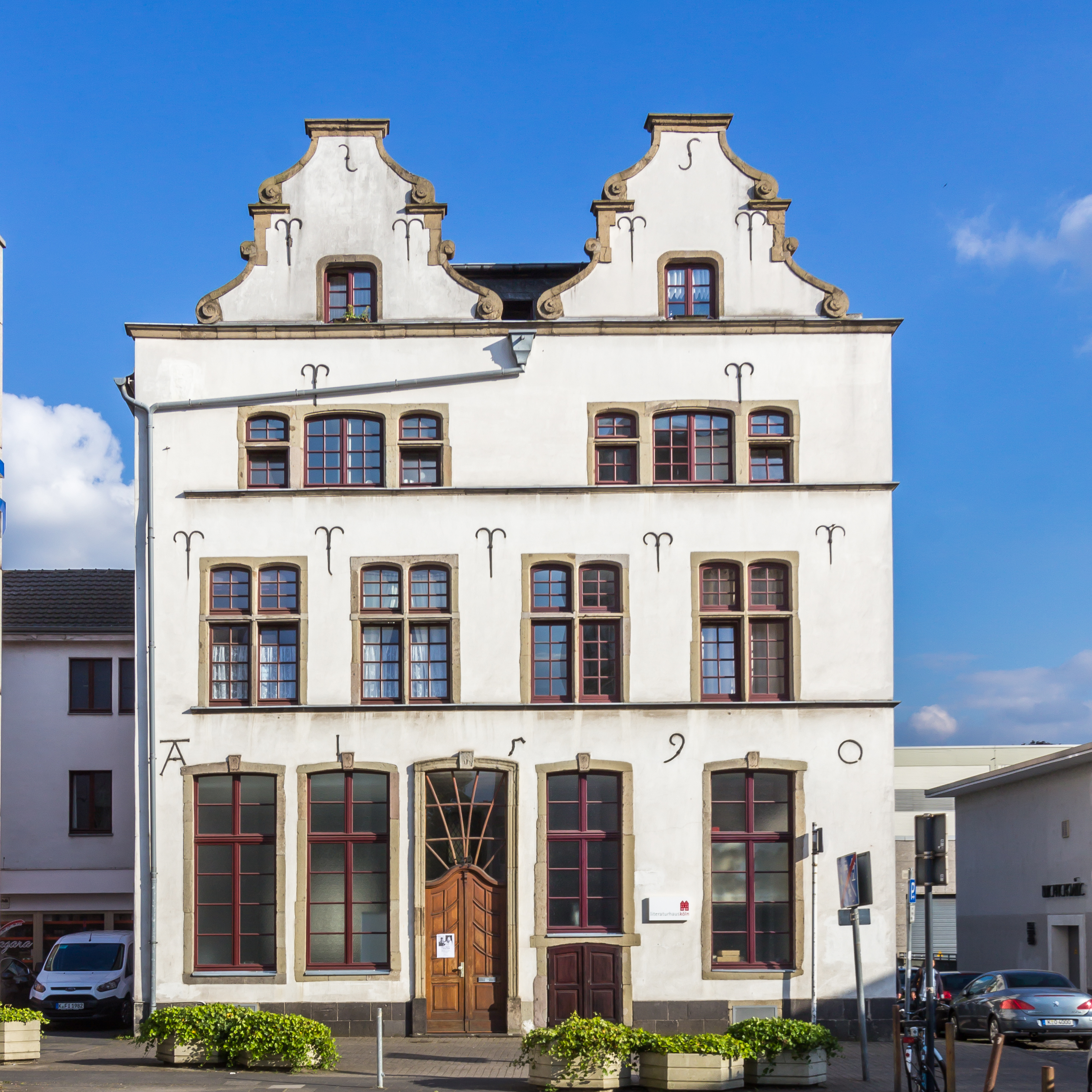
Haus „Im Bachem“ (2015)

Der im Jahre 1067 erstmals in einer Vermessungsurkunde (als novus mercatus) erwähnte Neumarkt war eine große Freifläche, die für Viehmärkte und andere Veranstaltungen genutzt wurde. Heute stellt der Platz mit seiner zentralen Lage einen der am stärksten frequentierten Verkehrsknotenpunkte der Innenstadt dar. Am Neumarkt kreuzen sich auf zwei Ebenen die wichtigsten Stadtbahn-Linien der Kölner Verkehrs-Betriebe. Der Neumarkt wird weiterhin als Fläche für unterschiedliche Veranstaltungen genutzt. Unter anderem finden dort ein großer Weihnachtsmarkt sowie das traditionelle Biwak der Roten Funken statt. Dem Circus Roncalli ist es als einzigem Zirkus vorbehalten, den Neumarkt bei seinen Gastspielen in Köln zu nutzen. Der Platz grenzt unmittelbar an die Schildergasse, eine der großen Geschäftsstraßen der Innenstadt. Im Südosten grenzt der Neumarkt mit dem Josef-Haubrich-Hof an das Cäcilienviertel. Dort befinden sich Einrichtungen wie die Volkshochschule und die Kölner Zentralbibliothek. Daran schließen sich das Museum Schnütgen, welches sich in der romanischen Kirche St. Cäcilien befindet, und die Kunststation St. Peter an.
Der südwestliche Teil des Cäcilienviertels wird Griechenmarktviertel genannt. Ob das Griechenmarktviertel mit dem Volk der Griechen zu tun hat, ist umstritten. Eine Deutung führt zurück auf Kaiserin Theophanu, die in St. Pantaleon beigesetzt wurde. Die Kaisertochter soll eine griechische Handwerker- und Künstlerkolonie im Schatten von St. Pantaleon angesiedelt haben. Damit könnte auch der Name Griechenpforte erklärt werden, denn dieser Durchgang lag gegenüber dem Kirchengelände. Andererseits verweisen Historiker auch auf die Namensherkunft von Crieg (Krieg), denn im Jahre 1371 wurde am Griechenmarkt der Kölner Weberaufstand blutig niedergeschlagen. Rund um den Kleinen und Großen Griechenmarkt war über Jahrhunderte das Wohnviertel der einfachen und armen Bürger von Köln. Viele kleine Häuser wurden auf engstem Raum in sehr schmalen Gassen errichtet. Infolgedessen waren die Auswirkungen des Zweiten Weltkriegs für die Bevölkerung verheerend. Das Viertel wurde komplett zerstört, da die durch Brandbomben verursachten Feuer von einem Haus zum anderen überschlugen. Durch den damit verbundenen Kamineffekt erstickten viele Bürger unterhalb der Flammenwalzen. Das einzige Wohngebäude, das den Krieg ohne Zerstörung überstand, ist die im 16. Jahrhundert erbaute ehemalige Hausbrauerei Im Bachem am östlichen Ende des Großen Griechenmarkts. In dieser Straße stand vorher auch das Geburtshaus des Komponisten Jacques Offenbach. Das Viertel wird durch die Alte Mauer am Bach zum Pantaleonsviertel hin abgegrenzt. An gleicher Stelle verlief auch die alte römische Stadtmauer, von der einzelne Teile erhalten sind. Ein weiterer Akzent im Viertel ist der zum Fünf-Sterne-Hotel umgebaute ehemalige Wasserturm an der Kaygasse.

### Mauritiusviertel

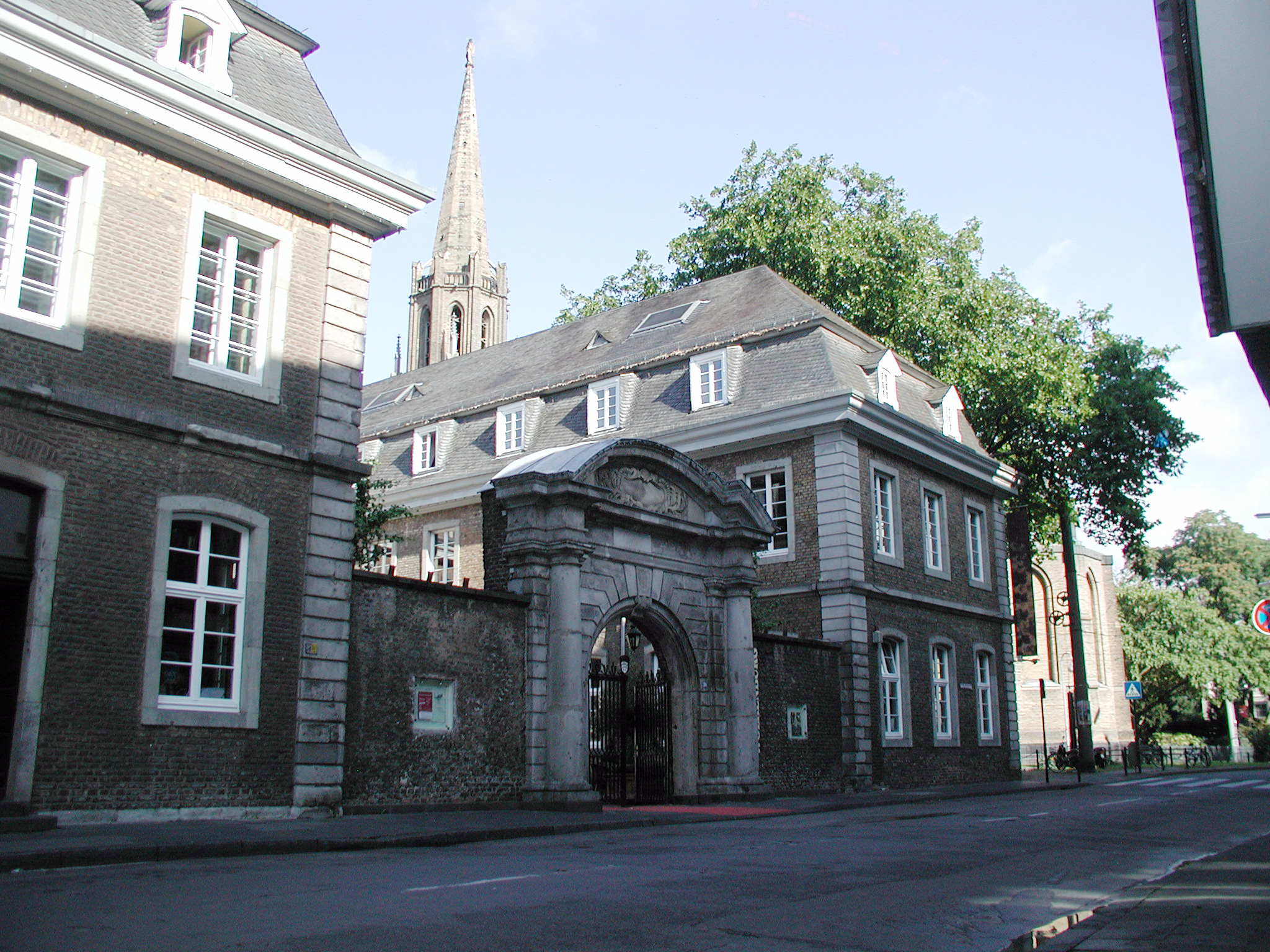
Die Wolkenburg, im Hintergrund der Kirchturm von St. Mauritius (2007)

Dieses Viertel wurde nach der Kirche St. Mauritius benannt. Direkt gegenüber der Kirche liegt das 1734 erbaute ehemalige barocke Klostergebäude der Alexianerbrüder. Als die Alexianer im Jahre 1900 nach Köln-Lindenthal umzogen, wurde das Gebäude zunächst als Kunstgewerbeschule genutzt. Im Jahre 1925 zog die Rheinische Musikschule ein. Am 31. Mai 1942 wurde das Gebäude bei einem Bombenangriff schwer beschädigt. Erst am Ende der 1950er-Jahre übernahm der Kölner Männergesangverein den Komplex, baute ihn wieder auf und nannte ihn Wolkenburg. Heute beherbergt die Wolkenburg ein Restaurant und kann für Veranstaltungen aller Art genutzt werden. Das Gebäude wird von der Josef-Schwartz-Anlage umgeben, einem kleinen Park. Direkt gegenüber der Wolkenburg liegt die Gaststätte Im Leuchtturm. Diese gleicht im Inneren einem Seefahrerlokal, denn es werden diverse nautische Geräte und Schiffsmodelle ausgestellt.

### Georgsviertel

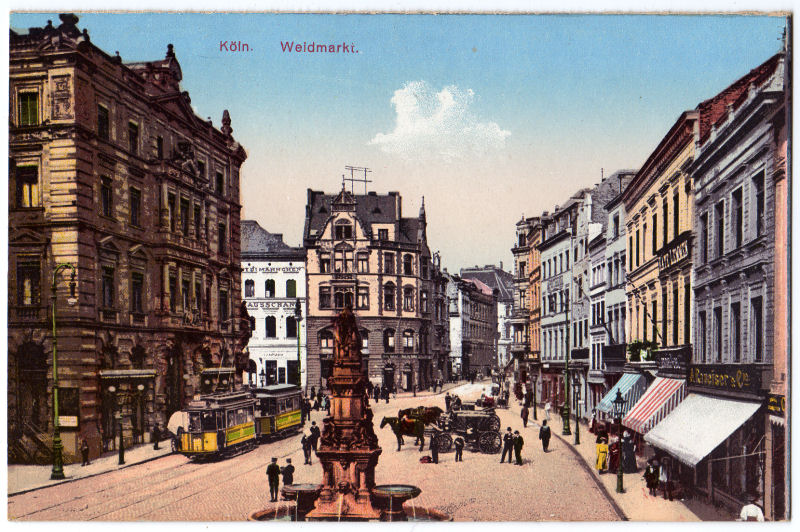
Waidmarkt um 1910

Das Georgsviertel wurde nach einer der ältesten Kirchen Kölns, St. Georg, benannt. Mit St. Maria Lyskirchen befindet sich eine weitere romanische Kirche, sowie mit der 1860 eingeweihten Trinitatiskirche die älteste als solche im linksrheinischen Köln erbaute evangelische Kirche innerhalb der Grenzen. Das Viertel liegt zwischen der Severinsbrücke und der Deutzer Brücke direkt am Rhein.
Die Grenze zum Kapitol-Viertel sind die Bäche, die Straßen Blaubach und Mühlenbach die nach Teilen des mittlerweile überbauten Bettes des Duffesbachs benannt worden sind. Im Blaubach wurden früher mit Hilfe des Färberwaids Textilien blau gefärbt. Die Waidhändler und Waidfärber wohnten und handelten am Waidmarkt, der den Blaubach und den Mühlenbach verbindet. Am Mühlenbach stand von 1572 bis 1853 die Ratsmalzmühle. Heute erinnert die Straße An der Malzmühle und das in der Nähe des ehemaligen Standortes gelegene Brauhaus zur Malzmühle an diese Mühle. Die 1858 als Bier- und Malzextrakt-Dampfbrauerei Hubert Koch gegründete Brauerei ist die einzige noch heute betriebene von vormals elf im Jahre 1878 existierenden Hausbrauereien im Georgsviertel. Die Brauhäuser waren größtenteils zwischen dem 17. und 19. Jahrhundert entstanden, da eine große Anzahl von durstigen Arbeitern verköstigt werden wollten, die auf den Märkten rund um das Viertel beschäftigt waren. Nachdem der Rheinauhafen 1820 den Betrieb aufgenommen hatte, erhöhte sich der Kundenstamm durch die Hafenarbeiter nochmals. Als mehrere Hausbrauereien fusionierten, der Publikumsverkehr bedingt durch große Umbaumaßnahmen im Marktviertel abnahm und es während des Ersten Weltkrieges zu Rohstoffengpässen kam, reduzierte sich die Anzahl der Brauhäuser im Viertel merklich.

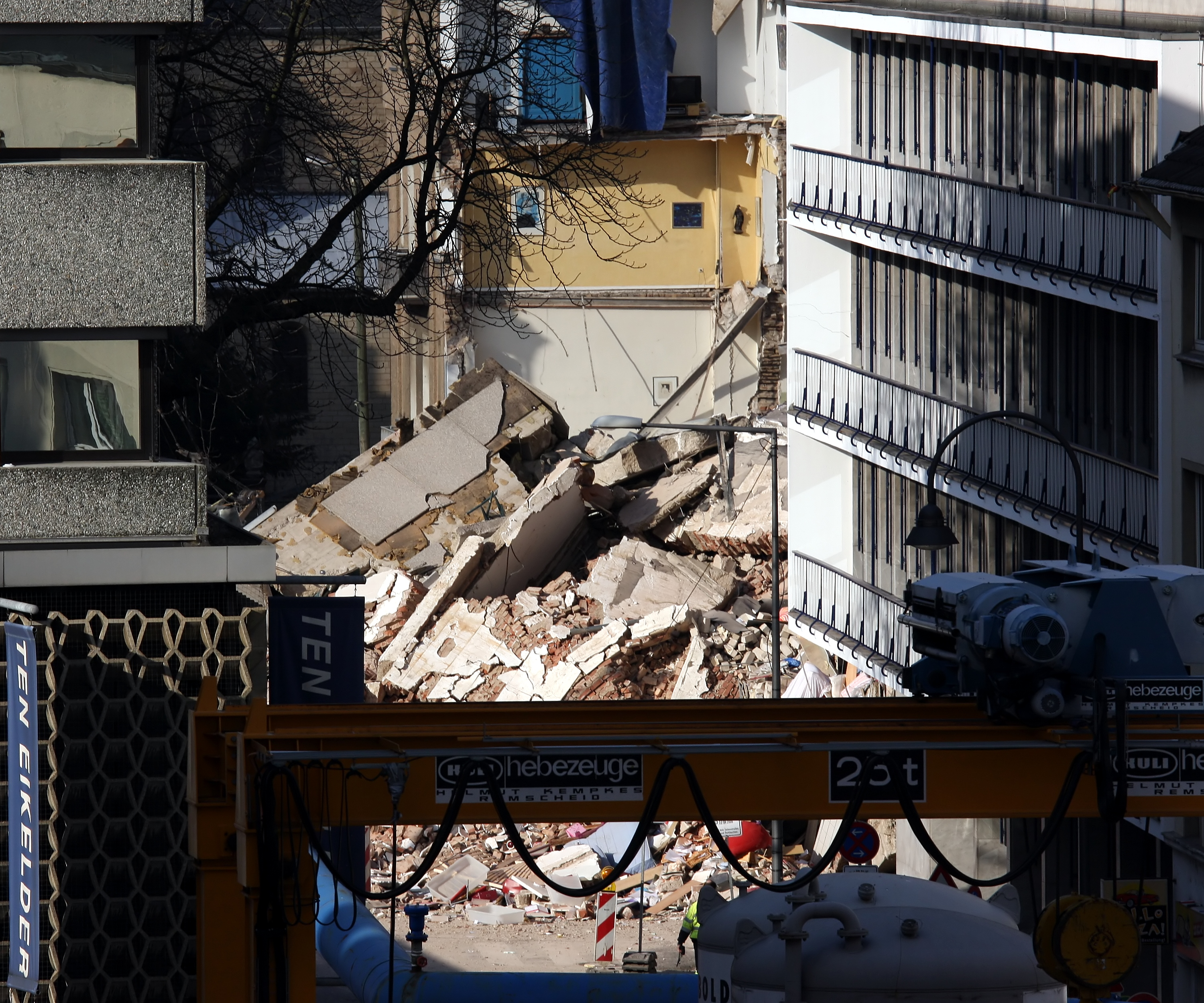
Eingestürztes Gebäude des Historischen Archivs der Stadt Köln (2009)

Das Viertel wurde ab 1843 zusätzlich zum Geldumschlagsplatz, denn die Kölner Börse zog zusammen mit der Handelskammer in das von 1225 bis 1230 erbaute Overstolzenhaus an der Rheingasse. Das ehemalige Wohnhaus der Patrizierfamilie Overstolz wurde im Zweiten Weltkrieg stark beschädigt. Da aber die Fassade erhalten geblieben war, wurde es wieder aufgebaut und war fortan das einzige Beispiel des romanischen Bürgerbaus in Köln. Die Stadt stellte das Gebäude dem Kunstgewerbemuseum (heute Museum für Angewandte Kunst) als Ausstellungsfläche zur Verfügung. Seit 1990 ist dort die Kunsthochschule für Medien angesiedelt. Der Sitz der Handwerkskammer zu Köln befindet sich im Grenzgebiet zu Altstadt Nord am südlichen Heumarkt. Der Waidmarkt war von den 1960er-Jahren bis zum Jahre 2001 der Standort des Polizeipräsidiums Köln. Da das Gebäude mit Asbest verseucht war und gleichzeitig akuter Platzmangel bestand, zog das Präsidium im Jahre 2002 in einen Neubau im rechtsrheinischen Kalk um. Am 3. März 2009 stürzte nach einer Erdbewegung in unmittelbarer Nachbarschaft von St. Georg das Stadtarchiv-Gebäude sowie zwei angrenzende Gebäude ein. Bei dem durch den dortigen U-Bahnbau verursachten Unglück kamen zwei Menschen ums Leben und ein großer Teil der Archivalien wurde verschüttet.

### Kapitol-Viertel

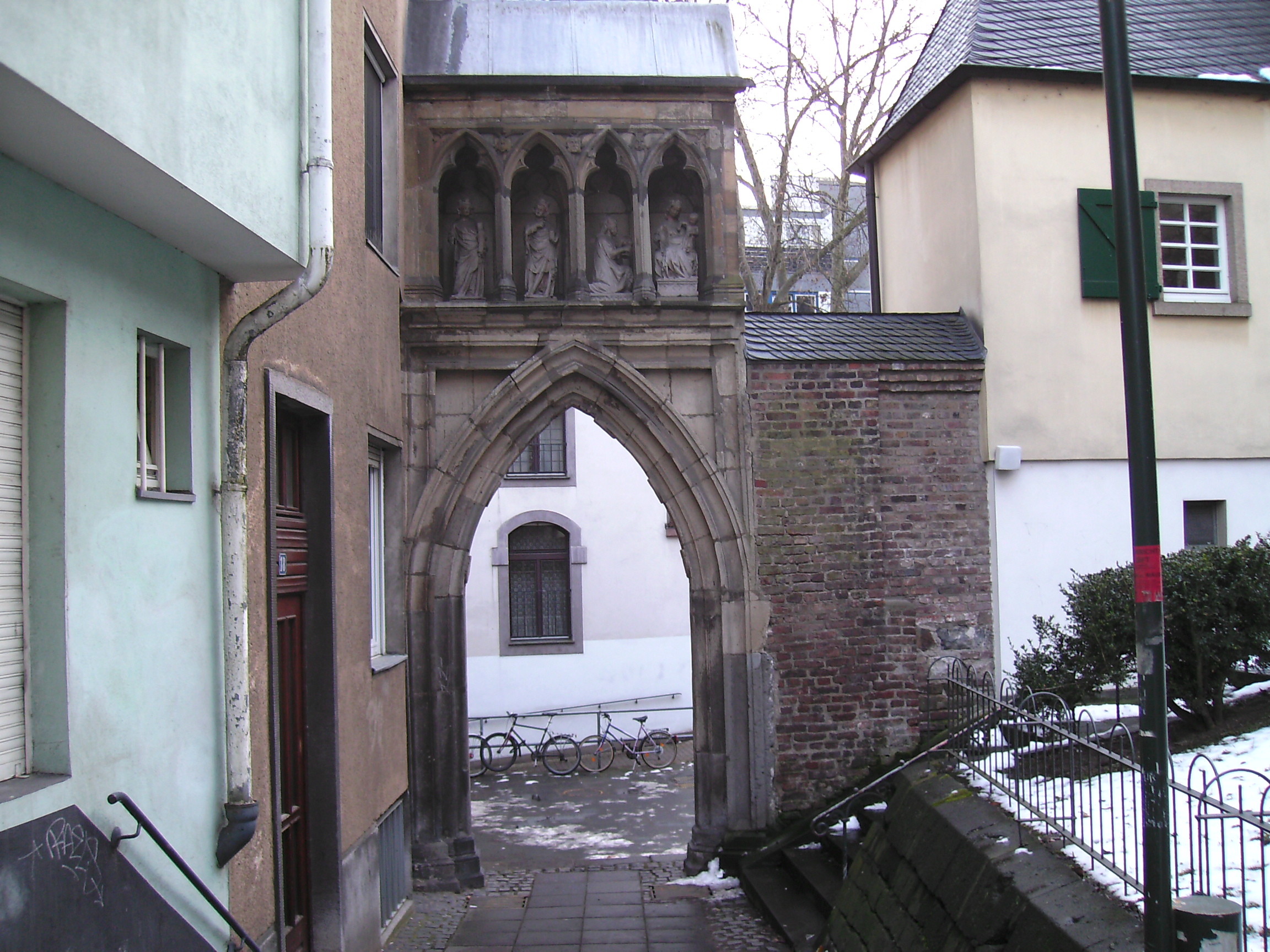
Dreikönigspförtchen (2009)

Das Kapitol-Viertel liegt zwischen den Bächen und der Cäcilienstraße und wurde nach der Kirche St. Maria im Kapitol benannt. Einer der Zugänge zum Gelände der Kirche ist das Dreikönigenpförtchen (auf Kölsch: Dreikünnijepöötzje). Durch dieses Tor soll der Kölner Erzbischof Rainald von Dassel die Gebeine der Heiligen Drei Könige in die Stadt gebracht haben. Diese Theorie hatte sich im 18. Jahrhundert eingebürgert, ist aber nicht geschichtlich bewiesen. Ein architektonisch interessantes Baudenkmal der späten 1950er-Jahre ist das Telekom-Hochhaus an der Sternengasse.

### Pantaleonsviertel

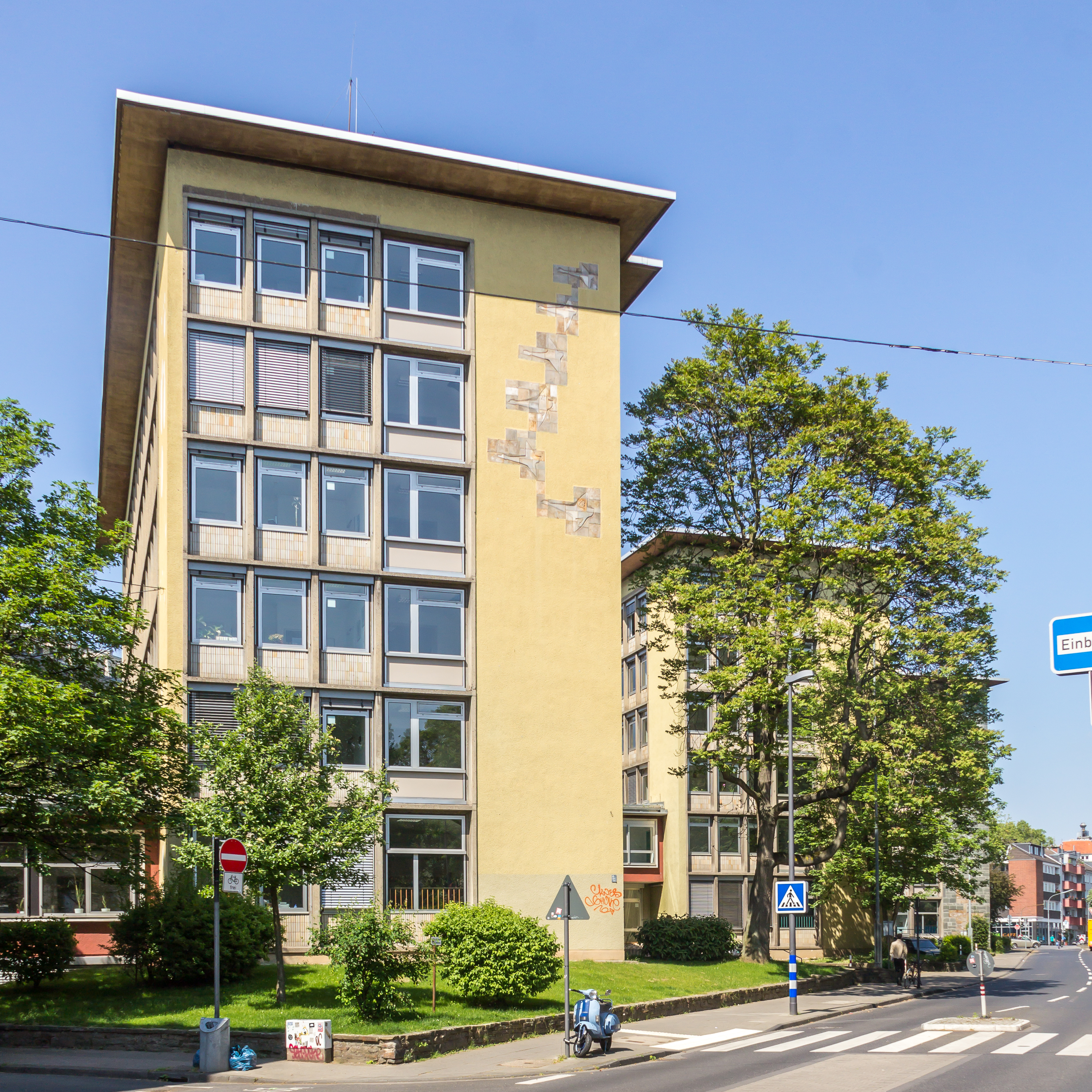
Finanzamt Köln-Süd (2015)

Dieses Viertel wurde nach der romanischen Kirche und dem dazugehörenden Kloster St. Pantaleon benannt. Da das Viertel am Duffesbach lag, siedelten hier im Mittelalter die Rotgerber an, deshalb wurde der Bachteil hier Rothgerberbach benannt. Später wurde auch hier der Bachlauf überbaut, sodass heute nur noch der Straßenname daran erinnert. Früher befand sich in der direkten Nachbarschaft des Klosters das Städtische Waisenhaus. In der Straße Vor den Siebenburgen steht St. Maria vom Frieden, eine barocke Kirche der Karmelitinnen. Diese Kirche wurde in den Jahren 1986 bis 1992 nach schweren, vorher nur provisorisch behobenen Kriegsschäden vollständig restauriert. Sehenswert sind das denkmalgeschützte Jugendstilhaus Am Weidenbach 24 sowie das in derselben Straße gelegene Backsteingebäude des Finanzamtes Köln-Süd im Architekturstil der Neuen Sachlichkeit.

### Severinsviertel

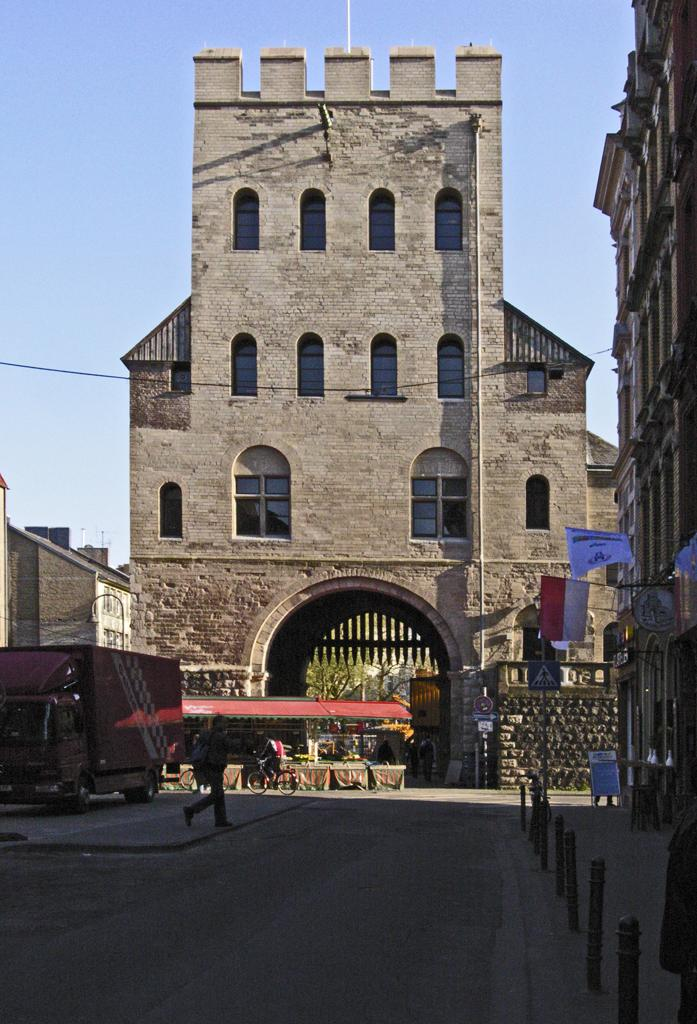
Severinstorburg

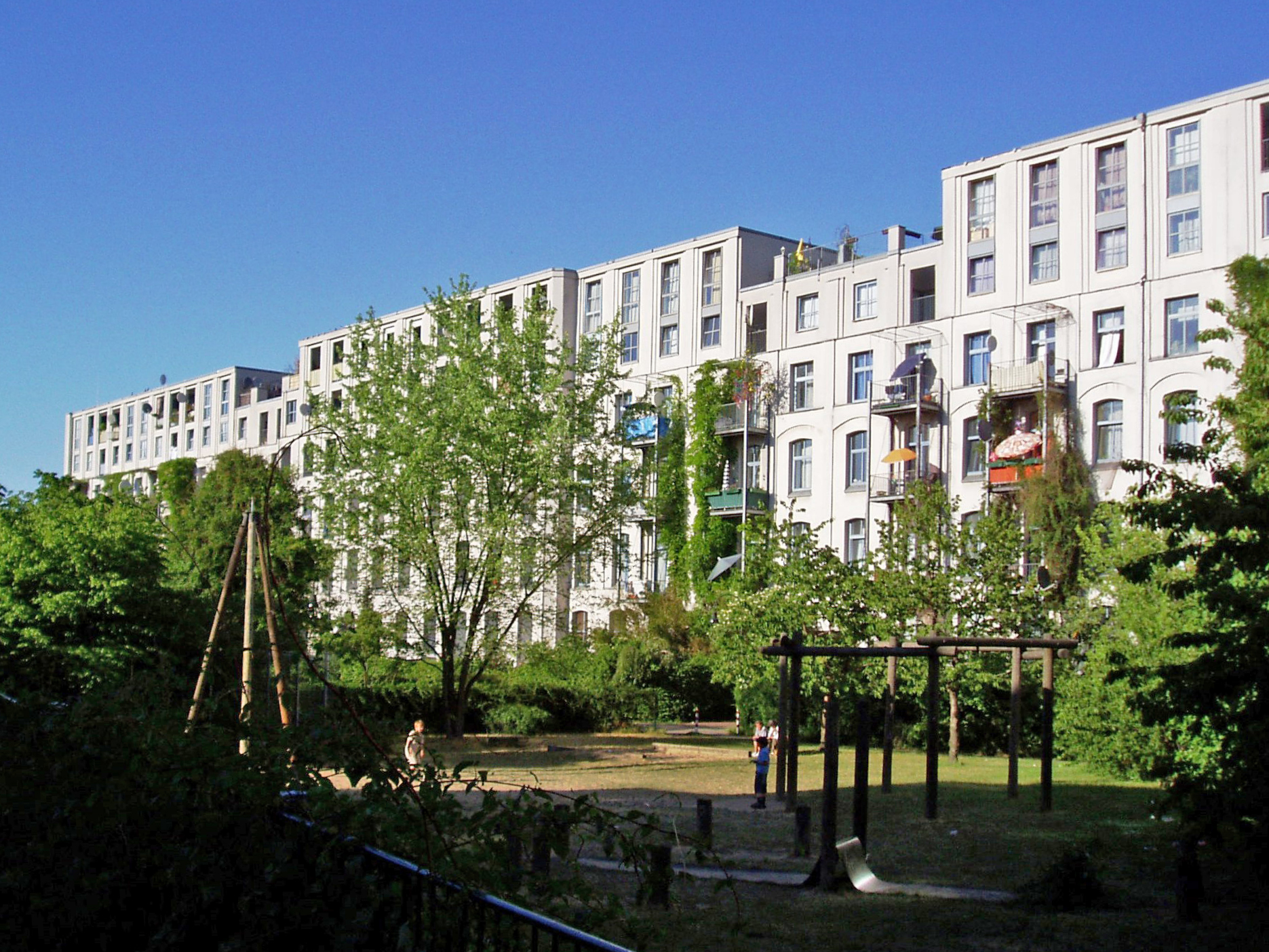
„Anno-Riegel“ (2007)

Das im Süden des Stadtteils liegende Severinsviertel (auf Kölsch: Vringsveedel), wurde nach der 1237 geweihten Kirche St. Severin benannt. Das Viertel ist bekannt für sein sehr eigenes und urtypisch „kölsches“ Flair. Traditionell ist das Severinsviertel je nach Entscheidung der Verantwortlichen der Start- oder Endpunkt des Rosenmontagszuges von Köln. Die an der Severinstorburg beginnende Severinstraße ist die zentrale Einkaufsstraße des Viertels. Hier liegt an Nr. 15 das Haus Balchem, das einzige erhaltene Barockhaus des Severinsviertels, wo es heute im Volksmund „Em Balge“ genannt wird. Am Dritten Septemberwochenende findet auf der Severinstraße seit 1980 das Straßenfest Dä längste Desch vun Kölle statt. Mit rund 800.000 Besuchern ist es eines der besucherstärksten Straßenfeste in Deutschland. Ab Februar 1977 war in Nr. 81 Trude Herrs Volksbühne Theater im Vringsveedel ansässig, die sie jedoch im Februar 1986 wieder schloss.
Seit dem Jahr 2004 kommt es durch den Bau der Nord-Süd-Stadtbahn zu massiven Verkehrsbehinderungen. Bei vorbereitenden Maßnahmen zum Bau der U-Bahn kam es am 29. September 2004 zu einem Zwischenfall. Während Rohrvortriebsarbeiten im Bereich Perlengraben sackte der Untergrund des Kirchturmes von St. Johann Baptist aus ungeklärter Ursache ab. Der Turm neigte sich zur Westseite und musste, damit er nicht ganz umstürzte, mit Stahlträgern abgestützt werden. Die Stadt hatte mit dem Schiefen Turm von Köln zeitweise ein neues Wahrzeichen. Nachdem der entstandene Hohlraum mit über 20 Kubikmetern Beton aufgefüllt worden war, konnte der Kirchturm durch Hydraulikpumpen im Oktober 2005 wieder aufgerichtet werden.
St. Johann Baptist ist neben St. Severin die zweite katholische Pfarrkirche des Viertels. Die Kartäuserkirche, eine ehemalige Klosterkirche des in Köln gegründeten Kartäuserordens unweit der Ulrepforte, wird heute von der evangelischen Gemeinde genutzt. Mit der Klosteranlage der Augustinerinnen ist ein geistlicher Orden im Viertel vertreten. Die Ordensschwestern betreuen seit 1874 ein Krankenhaus, welches neben der offiziellen Bezeichnung Krankenhaus der Augustinerinnen auch den Beinamen Severinsklösterchen trägt.
Bis zum Jahre 1975 war die Schokoladenfabrik Stollwerck im Severinsviertel angesiedelt. Nachdem die Stadt das Gelände am 3. Oktober 1974 zum Sanierungsgebiet erklärt hatte, erwarb sie es am 4. Juli 1978 für 40 Millionen Mark vom Immobilienspekulanten Detlev Renatus Rüger, obwohl der Wert in einem Gutachten nur auf 5,5 Millionen geschätzt worden war. Nach der Grundsteinlegung am 18. April 1975 zog Stollwerck im Dezember 1975 an den neuen Standort nach Köln-Westhoven, wo moderne Fertigungshallen errichtet worden waren. Die Stadt Köln benötigte wenige Jahre später für die Sanierung des Severinsviertels zusätzliche Baufläche. Sie schrieb für das Sanierungsgebiet einen Wettbewerb zur Neugestaltung aus. Nach den Plänen des Wettbewerbsiegers, der dt8-Planungsgruppe, sollten 60 Prozent des Werksgeländes abgerissen und durch Neubauten ersetzt werden, den restlichen Teil wollte man umbauen. Diese Pläne bewirkten ab April 1980 massive Bürgerproteste. Ab 20. Mai 1980 wurde das verlassene alte Stollwerck-Gelände besetzt, um den drohenden Abriss zu verhindern. Unter dem Slogan Macht Stollwerck zum Bollwerk besetzten bis zu 600 Personen die ehemaligen Fabrikationsgebäude. Dieses war die größte Hausbesetzung in der Geschichte Kölns. Die Besetzer wollten das gesamte Werk in Eigeninitiative zu günstigem Wohnraum umbauen. Die ursprünglich vorgesehenen Werksgebäude wurden ab Juli 1987 trotz der Proteste bis auf den Annosaal und die Maschinenhalle abgerissen. Der so genannte Anno-Riegel wurde zu günstigem Wohnraum umgebaut. Die beiden großen Räume dienten bis zu ihrem späteren Abriss als Schauplatz für Musik- und Theaterveranstaltungen. In einem benachbarten Gebäude, dem ehemaligen preußischen Proviantamt, wurde das Bürger- und Kulturzentrum Bürgerhaus Stollwerck eingerichtet.
Das Gebiet um den Ubierring 40 war seit Gründung der stadtkölnischen Kunsthochschule – den Kölner Werkschulen – (die von 1926 bis 1971 bestanden) das Kölner Künstlerviertel, in dem die Kunststudenten und Arbeiter zusammen in den Hinterhöfen wohnten.
Seitdem sich die Kneipenszene in den 1970er-Jahren bis etwa zur Begrenzung durch den Bahndamm auf Höhe des Bonner Walls und des Bonntors in die Neustadt-Süd ausweitete, wird der südliche Teil des Severinsviertels zusammen mit dem östlichen Teil der Neustadt-Süd inoffiziell oft Südstadt genannt. Das Restaurant Früh em Veedel wurde in den 1880er Jahren errichtet. Bis 1998 war auch die Brauerei Reissdorf mit ihrem Firmensitz unmittelbar an der Severinstraße ein wichtiger lokaler Arbeitgeber.

### Rheinauhafen

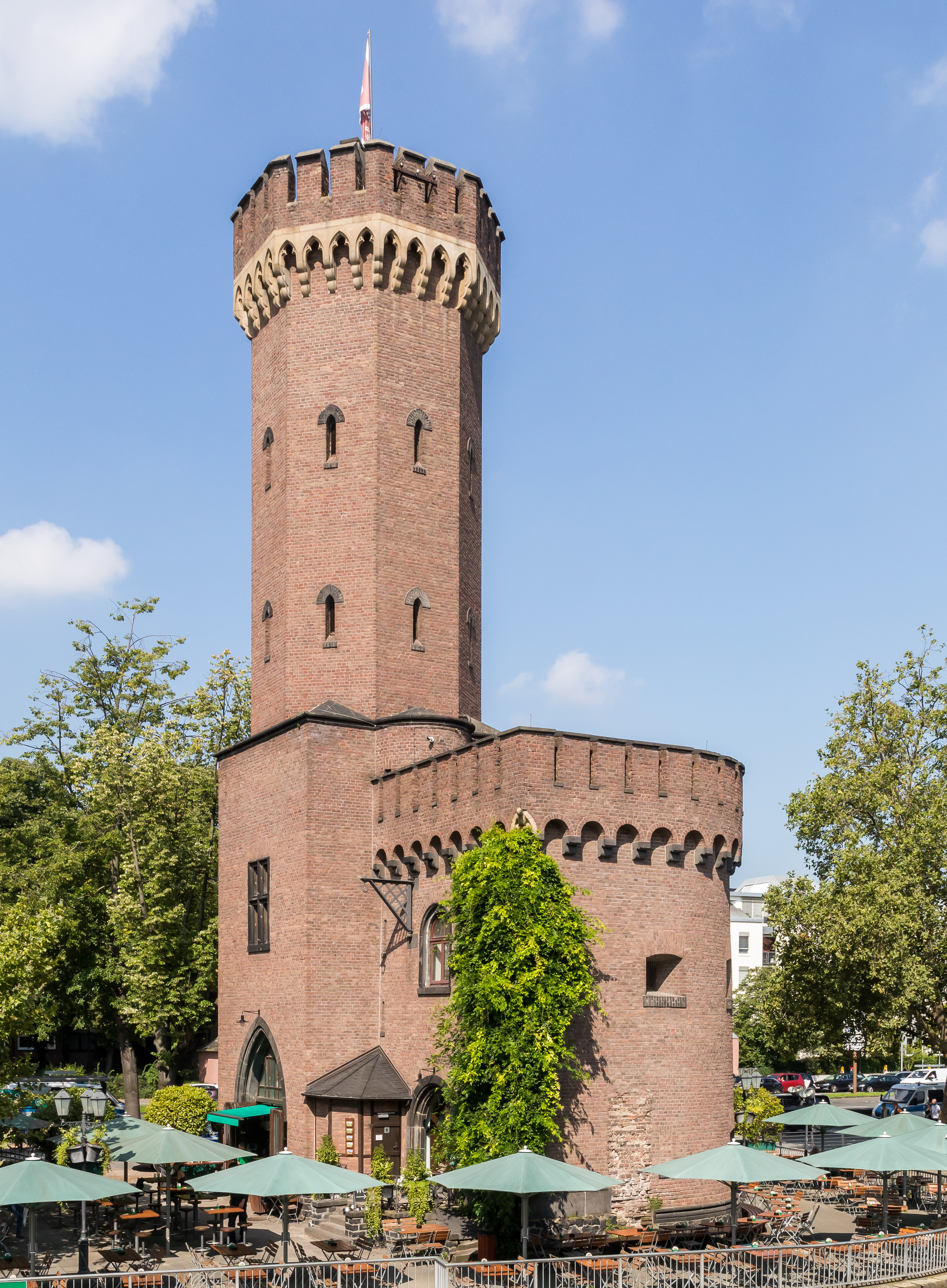
Malakoffturm am Kölner Rheinau-Hafen (2023)

Die nördlich des Bayenturms gelegene Rheininsel wurde lange Zeit von der Kölner Bevölkerung als Erholungsgebiet genutzt. Im Volksmund wurde dieser Bereich Werthchen genannt. Im Jahre 1820 wurde das Gelände zum provisorischen Hafen umfunktioniert und Becken am Bayen benannt. Die Insel wurde am Südende mit dem Rheinufer verbunden. An der Hafeneinfahrt wurde 1855 zur besseren Überwachung der Malakoff-Turm gebaut. Im Zuge der weiteren Befestigung wurde 1888 zur Überquerung der engen Hafeneinfahrt eine Drehbrücke errichtet. Als das Gelände im Jahre 1893 komplett befestigt und durch eine Eisenbahnanbindung erschlossen war, wurde der Bereich in Rheinauhafen umbenannt. In den Jahren 1909/10 wurde der Hafen umfangreich ausgebaut. Das Gelände erstreckte sich fortan auch auf die Gebiete des Rheinufers von Neustadt-Süd. Im Zuge dieser Erweiterungsmaßnahme wurde das 170 Meter lange Danziger Lagerhaus gebaut, das wegen seiner sieben landseitigen Dachgiebel von den Einwohnern als Kölsches Siebengebirge bezeichnet wird.
Nach dem Zweiten Weltkrieg verlor der Hafen durch fehlende Ausbaumöglichkeiten und durch die Erweiterung der anderen Kölner Häfen nach und nach an Bedeutung. Er wird seitdem hauptsächlich als Yacht- und Sporthafen genutzt. Im Jahre 1993 wurde neben dem Malakoffturm das Schokoladenmuseum neu gebaut. In einer benachbarten ehemaligen Lagerhalle ist das Deutsche Sport & Olympia Museum angesiedelt worden. Der Bayenturm ist heute der Sitz des Feministischen Archivs. Kurz nach dem Jahrtausendwechsel wurde mit umfangreichen Abriss- und Umbaumaßnahmen an den alten Lagergebäuden begonnen. Dort entsteht ein neues Stadtviertel mit exklusiven Eigentumswohnungen, Büro- und Verwaltungsgebäuden. Insgesamt wurde das Gebiet auf 31 Baulose aufgeteilt und ist somit die derzeit größte Hochbaumaßnahme der Stadt. Bereits fertiggestellt wurden der Bereich der Agrippinawerft mit den Bürogebäuden Kap am Südkai, ECR Offices und Silo, der angrenzende Wohnblock Kölsches Siebengebirge und das kombinierte Wohn- und Bürogebäude Rheinkontor (Bild unten, wie aufgezählt von links nach rechts).

## Bevölkerungsstatistik
Struktur der Bevölkerung von Köln-Altstadt-Süd (2021):
- Durchschnittsalter der Bevölkerung: 42,2 Jahre (Kölner Durchschnitt: 42,3 Jahre)
- Ausländeranteil: 18,3 % (Kölner Durchschnitt: 19,3 %)
- Arbeitslosenquote: 6,4 % (Kölner Durchschnitt: 8,6 %)

## Sehenswürdigkeiten

### Kirchen
- St. Georg
- St. Johann Baptist
- St. Maria im Kapitol
- St. Maria vom Frieden
- St. Maria Lyskirchen
- St. Severin
- St. Pantaleon
- St. Peter
- St. Cäcilien
- Trinitatiskirche
- St. Mauritius

### Historische Profanbauten
- Bayenturm
- Bottmühle
- Hahnentorburg

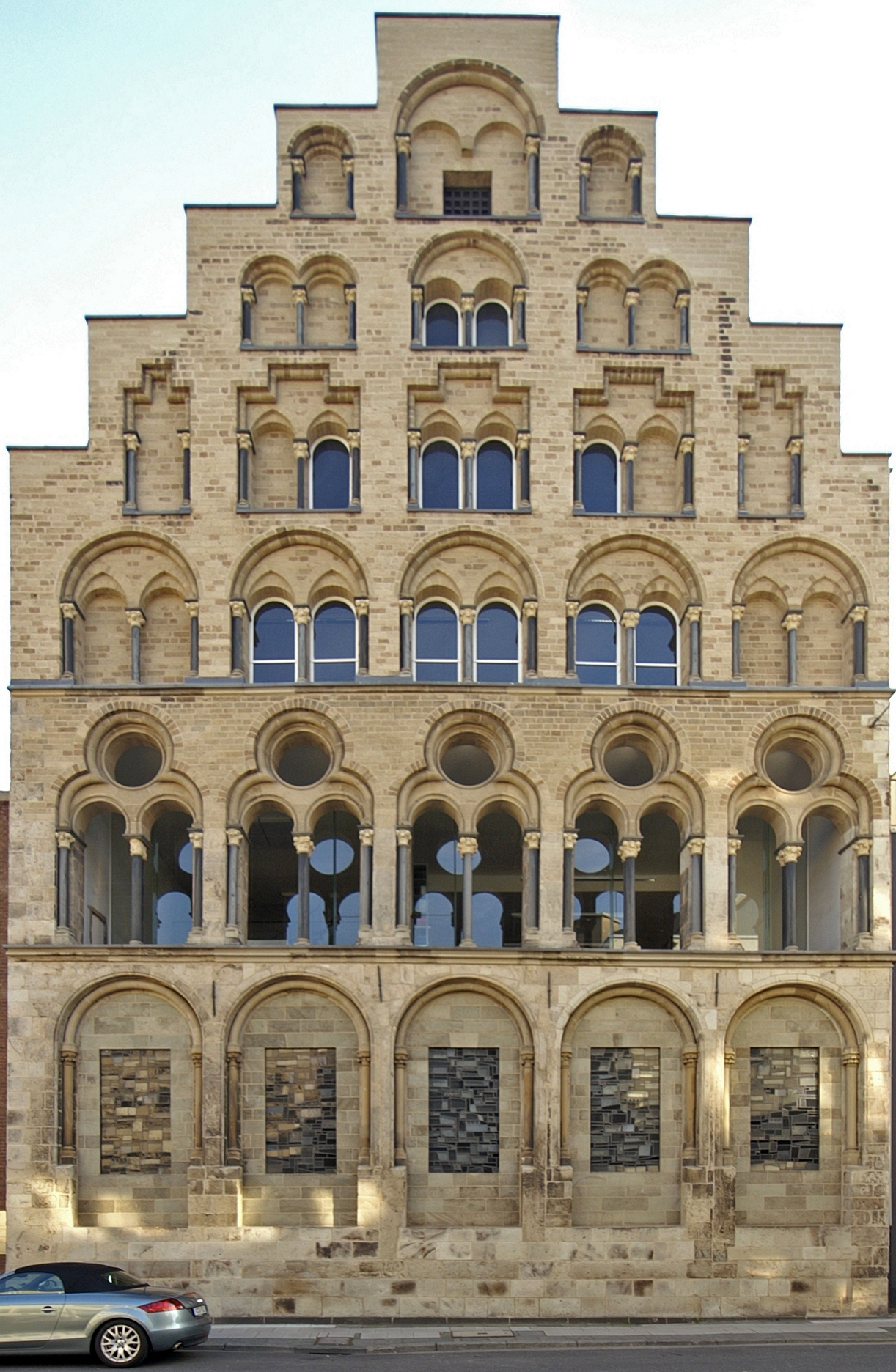
Overstolzenhaus, erbaut ca. 1230

- Reste der römischen Stadtmauer am Rothgerberbach
- Severinstorburg
- Alte Wache
- Stadtmauer
- Overstolzenhaus, einziges romanisches Haus Kölns
- Ulrepforte

### Neuzeitliche Profanbauten
- Gründerzeithäuser Am Weidenbach
- Hotel im Wasserturm
- Severinsbrücke
- Telekom-Hochhaus an der Sternengasse

### Museen
- Museum Schnütgen
- Rautenstrauch-Joest-Museum
- Schokoladenmuseum
- Deutsches Sport & Olympia Museum

### Straßen und Plätze

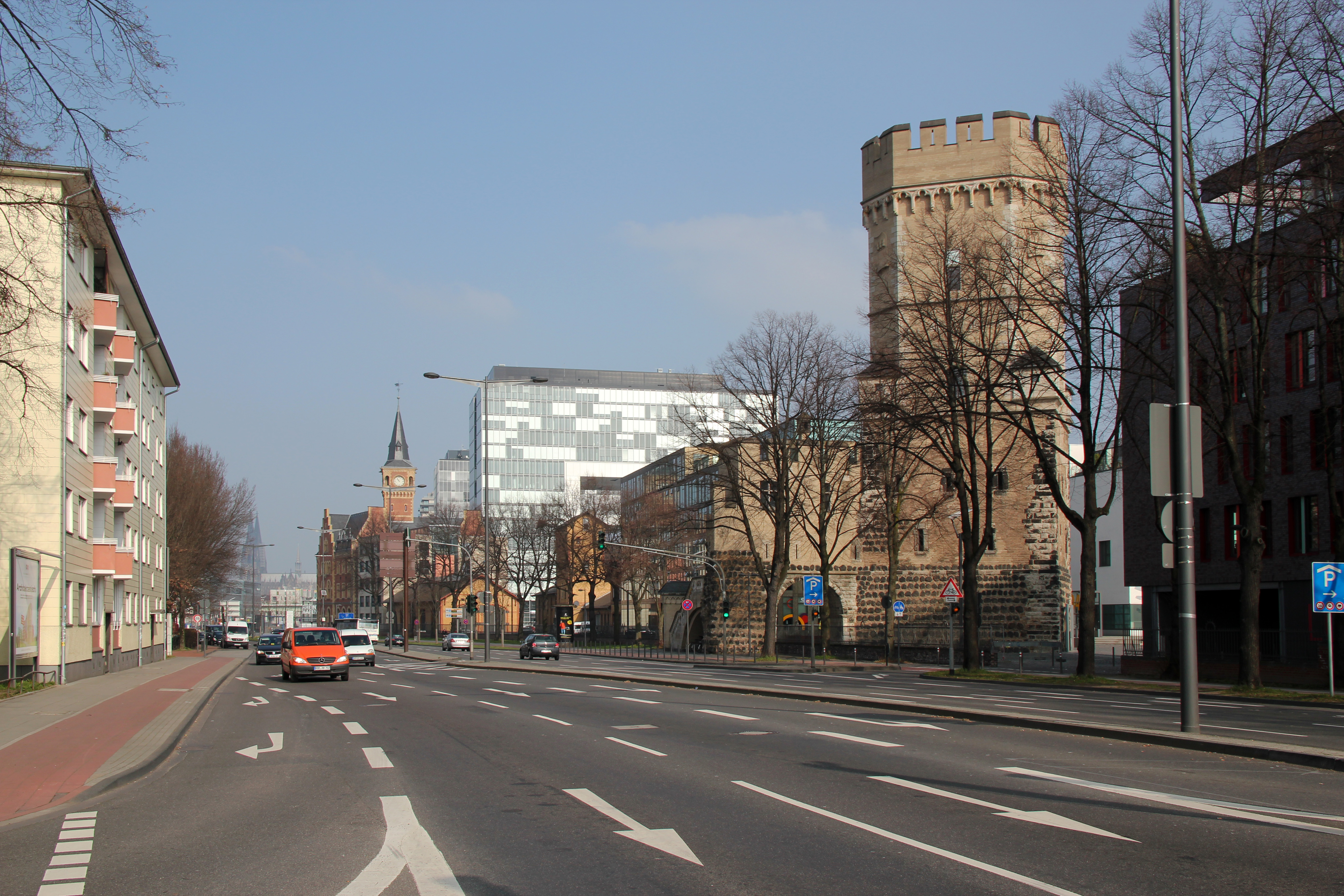
Rheinuferstraße Kölner Südstadt

- Josef-Haubrich-Hof
- Neumarkt
- Nord-Süd-Fahrt
- Kölner Bäche
- Kölner Ringe